# Monolake
Monolake es un grupo alemán de música electrónica formado en 1995 por Robert Henke y Gerard Behles. La banda actualmente tiene como integrantes a Robert Henke y Torsten Pröfrock, Gerard Behles se retiró después del disco Gravity del 2001.
Sus creaciones tienen un enfoque oscuro y geométrico mezclando estilos como: Electro, Techno, IDM, Minimal y Ambient, entre otras.

## Discografía

### Monolake albums
- Hongkong 1997 re-edited in 2008
- Gobi. The Desert EP 1999
- Interstate 2007
- Cinemascope 2001
- Gravity 2001
- Momentum 2003
- Polygon_Cities 2005
- Plumbicon Versions 2006
- Silence 2009
- Ghosts 2012

### Robert Henke albums
- Piercing Music (Imbalance, 1994, re-released 2003)
- Floating Point (Imbalance, 1997)
- Signal to Noise (Imbalance Computer Music, 2004)
- Layering Buddha (Imbalance Computer Music, 2006) also released as a 5 x 7" box set
- Atom/Document (Imbalance Computer Music, 2008)
- Indigo_Transform (Imbalance Computer Music, 2009)

### Torsten Pröfrock albums
- Various Artists Decay Product (Chain Reaction, 1997)
- Various Artists 8, 8.5, 9 Remixes (FatCat, 1999)
- Dynamo Außen Vor (DIN, 2002)